# Mark Mission e il sentiero di stelle
Mark Mission e il sentiero di stelle è un romanzo d'avventura del 2016 scritto da Luca Azzolini (per Giunti Editore). È ambientato in Perù ed è il quarto capitolo della serie di Mark Mission.

## Trama
Nell'intrico di linee disegnate nella sabbia di Nazca, in Perù, il giovane esploratore Mark Mission dovrà affrontare la sua missione più pericolosa. Il tempo inizia a scarseggiare e il destino dei suoi genitori tiene in ansia anche nonno Matusalem, sempre più preoccupato per ciò che potrebbe accadere se la Antartika Corporation mettesse le mani su anche uno soltanto dei frammenti della perduta mappa d'oro che conduce al Libro delle Storie. 
Mark però non vuole darsi per vinto e con l'aiuto di Kara, una misteriosa ragazzina che incontra sul suo cammino, proverà a risolvere l'enigma che circonda le linee di Nazca: un misterioso alfabeto disegnato nella sabbia, ma di difficile comprensione. Gli uomini di Antartika Corporation, guidati da un contrabbandiere senza scrupoli noto col nome di Ramòn Villèno, sono tuttavia riusciti a rapire la sorella maggiore di Kara, un'astrofisica di nome Nadia, e un anziano professore di archeologia che sembra conoscere più di quel che sembra… e al quale la parola "Cantastorie" non suona per niente nuova. 
Mark questa volta sarà spinto anche da nuove e pressanti domande sul suo futuro e su quello della sua famiglia e, tra le alte montagne rocciose che racchiudono la piana di Nazca, presso il Cimitero dei Senza Nome, dopo essersi lasciato sfuggire un prezioso frammento della mappa perduta per colpa dell'impacciato Leopold, Mark sarà costretto a guardare in faccia a una sconcertante verità che riguarda proprio suo nonno, l'ultimo Bardo. In un'incredibile corsa contro il tempo fra trabocchetti, enigmi, giochi di parole e passaggi segreti, Mark sa che dovrà fare affidamento soltanto sulle sue forze, perché il rischio che corre questa volta è di perdere tutto ciò che ama e in cui ha sempre creduto: a partire da nonno Matusalem. 

## Edizioni
- Luca Azzolini, Mark Mission e il sentiero di stelle, Giunti Editore, maggio 2016,  p. 160, ISBN 978-88-09-82419-5.